# Sévérac (Loire-Atlantique)
Pour les articles homonymes, voir Sévérac.
Sévérac est une commune de l'Ouest de la France, située dans le département de la Loire-Atlantique, en région Pays de la Loire.

## Géographie
Sévérac est situé à 15 km au sud de Redon.

Situation de la commune de Sévérac dans le département de la Loire-Atlantique

Les communes limitrophes sont Fégréac au nord, Guenrouet, Saint-Gildas-des-Bois et Missillac en Loire-Atlantique, Théhillac en Morbihan.

Selon le classement établi par l'Insee en 1999, Sévérac est une commune rurale multipolarisée, notamment par l'aire urbaine de Redon, et qui fait partie de l'espace urbain de Nantes-Saint-Nazaire (cf. Liste des communes de la Loire-Atlantique).

### Climat
Pour des articles plus généraux, voir Climat des Pays de la Loire et Climat de la Loire-Atlantique.
En 2010, le climat de la commune est de type climat océanique franc, selon une étude du CNRS s'appuyant sur une série de données couvrant la période 1971-2000. En 2020, Météo-France publie une typologie des climats de la France métropolitaine dans laquelle la commune est exposée à un climat océanique et est dans la région climatique  Bretagne orientale et méridionale, Pays nantais, Vendée, caractérisée par une faible pluviométrie en été et une bonne insolation. 
Pour la période 1971-2000, la température annuelle moyenne est de 12 °C, avec une amplitude thermique annuelle de 13 °C. Le cumul annuel moyen de précipitations est de 810 mm, avec 12,8 jours de précipitations en janvier et 6 jours en juillet. Pour la période 1991-2020, la température moyenne annuelle observée sur la station météorologique de Météo-France la plus proche, sur la commune de Saint-Jacut-les-Pins à 18 km à vol d'oiseau, est de 12,4 °C et le cumul annuel moyen de précipitations est de 947,8 mm,. Pour l'avenir, les paramètres climatiques de la commune estimés pour 2050 selon différents scénarios d'émission de gaz à effet de serre sont consultables sur un site dédié publié par Météo-France en novembre 2022.

## Urbanisme

### Typologie
Au 1er janvier 2024, Sévérac est catégorisée commune rurale à habitat dispersé, selon la nouvelle grille communale de densité à sept niveaux définie par l'Insee en 2022.
Elle est située hors unité urbaine et hors attraction des villes,.

### Occupation des sols
L'occupation des sols de la commune, telle qu'elle ressort de la base de données européenne d’occupation biophysique des sols Corine Land Cover (CLC), est marquée par l'importance des territoires agricoles (72,1 % en 2018), en diminution par rapport à 1990 (78,2 %). La répartition détaillée en 2018 est la suivante : 
zones agricoles hétérogènes (36,9 %), prairies (19,5 %), forêts (16,3 %), terres arables (15,7 %), zones urbanisées (7,6 %), zones humides intérieures (4,1 %). L'évolution de l’occupation des sols de la commune et de ses infrastructures peut être observée sur les différentes représentations cartographiques du territoire : la carte de Cassini (XVIIIe siècle), la carte d'état-major (1820-1866) et les cartes ou photos aériennes de l'IGN pour la période actuelle (1950 à aujourd'hui).

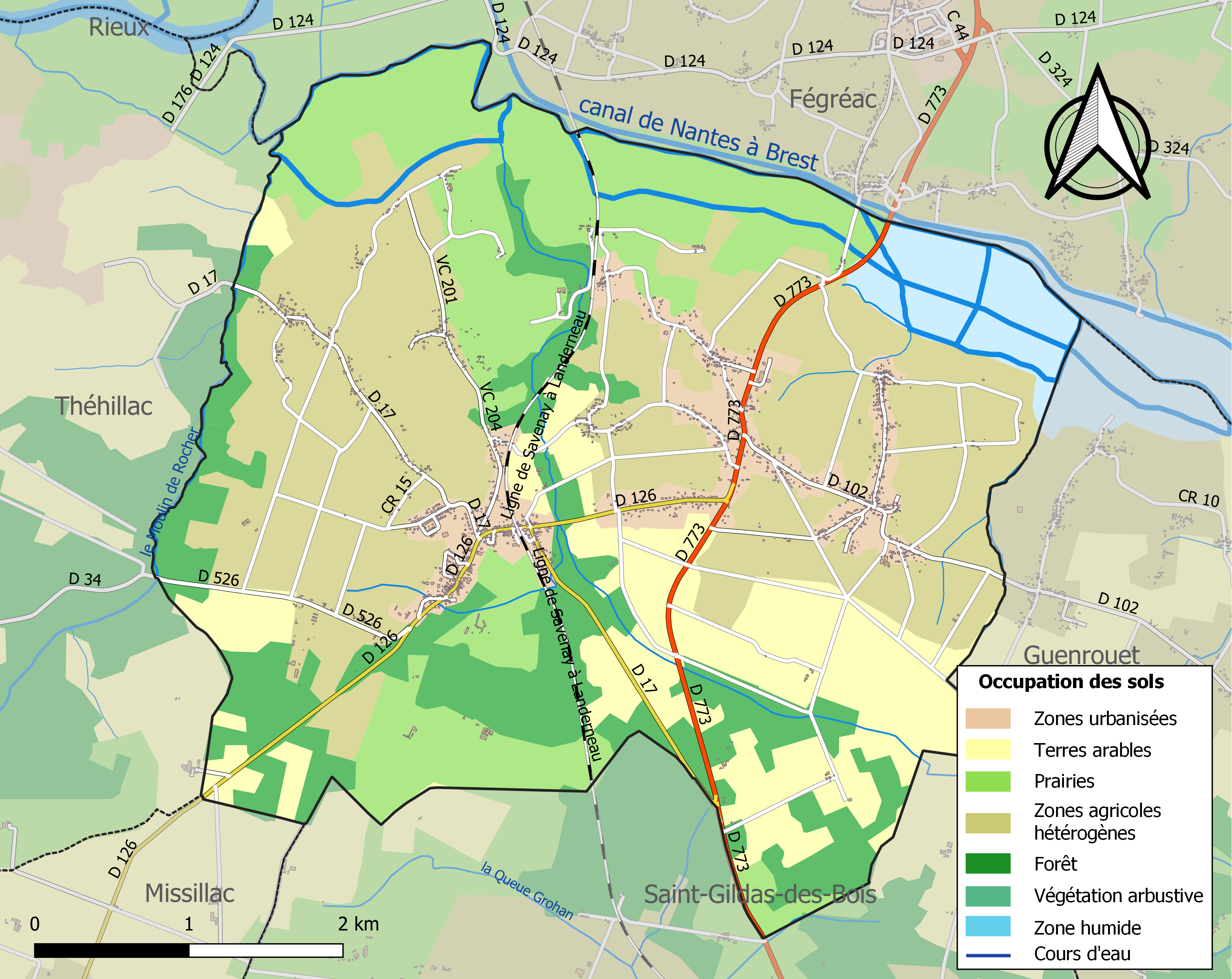
Carte des infrastructures et de l'occupation des sols de la commune en 2018 (CLC).

### Voies de communication et transports
La commune dispose d'une gare ferroviaire desservie par des trains TER Pays de la Loire (voir Gare de Sévérac).

## Toponymie
Le nom de la localité est attesté sous la forme Severac en 1287.
Sévérac vient, semble-t-il, du patronyme Sévère et du suffixe latin acum (propriété).
Le nom de la commune en gallo est Severa. La prononciation [səvʁɑ] a été collectée dans la commune tandis que [sevrɑ̈] a été collectée à Nivillac et Saint-Dolay.
La forme bretonne proposée par l'Office public de la langue bretonne est Severeg.

## Politique et administration

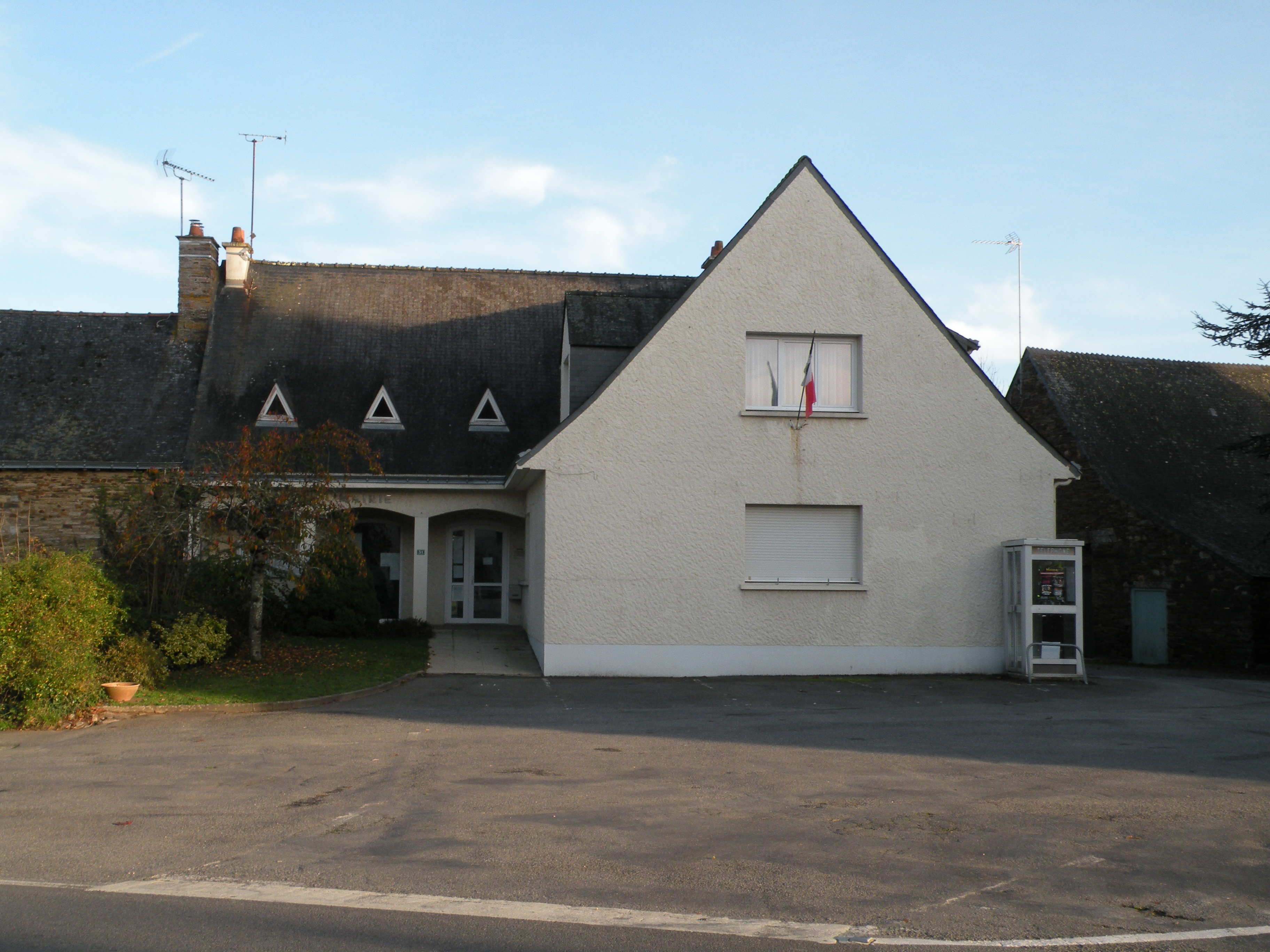
La mairie

## Histoire
En 1791 les communes sont créées et le premier maire de la commune de Sévérac fut Joseph Besnié, favorable aux prêtres réfractaires. Vers 1792 ces derniers sont persécutés et le Maire est dénoncé comme royaliste, les protégeant ouvertement. En 1793 un commissaire de la République est envoyé à Sévérac et découvre des registres contenant des actes de baptême légalisés alors que les Sévéracais n’ont aucun prêtre assermenté. Joseph Besnié est emmené en prison à Nantes, jugé, condamné à mort et exécuté le 18 mai 1793. Le recteur, Mr Thomas se fait honnir en prêtant serment à la Constitution avant de se rétracter dans les huit jours, et le culte continua avec un recteur devenu réfractaire, lui et son vicaire se cachant dans les villages.[réf. nécessaire]

## Héraldique
| Blason | Blasonnement : De gueules à trois hérons d'argent portant leur vigilance d'or. |

## Population et société

### Démographie

#### Évolution démographique
L'évolution du nombre d'habitants est connue à travers les recensements de la population effectués dans la commune depuis 1793. Pour les communes de moins de 10 000 habitants, une enquête de recensement portant sur toute la population est réalisée tous les cinq ans, les populations de référence des années intermédiaires étant quant à elles estimées par interpolation ou extrapolation. Pour la commune, le premier recensement exhaustif entrant dans le cadre du nouveau dispositif a été réalisé en 2006.

En 2022, la commune comptait 1 693 habitants, en évolution de +3,99 % par rapport à 2016 (Loire-Atlantique : +6,68 %, France hors Mayotte : +2,11 %).
| 1793  | 1800 | 1806  | 1821  | 1831  | 1836  | 1841  | 1846  | 1851  |
| ----- | ---- | ----- | ----- | ----- | ----- | ----- | ----- | ----- |
| 1 021 | 705  | 1 015 | 1 027 | 1 025 | 1 087 | 1 122 | 1 176 | 1 185 |

| 1856  | 1861  | 1866  | 1872  | 1876  | 1881  | 1886  | 1891  | 1896  |
| ----- | ----- | ----- | ----- | ----- | ----- | ----- | ----- | ----- |
| 1 246 | 1 371 | 1 502 | 1 550 | 1 553 | 1 550 | 1 582 | 1 596 | 1 635 |

| 1901  | 1906  | 1911  | 1921  | 1926  | 1931  | 1936  | 1946  | 1954  |
| ----- | ----- | ----- | ----- | ----- | ----- | ----- | ----- | ----- |
| 1 599 | 1 671 | 1 679 | 1 492 | 1 505 | 1 522 | 1 501 | 1 511 | 1 513 |

| 1962  | 1968  | 1975  | 1982  | 1990  | 1999  | 2006  | 2011  | 2016  |
| ----- | ----- | ----- | ----- | ----- | ----- | ----- | ----- | ----- |
| 1 440 | 1 273 | 1 238 | 1 290 | 1 318 | 1 192 | 1 394 | 1 612 | 1 628 |

| 2021  | 2022  | - | - | - | - | - | - | - |
| ----- | ----- | - | - | - | - | - | - | - |
| 1 673 | 1 693 | - | - | - | - | - | - | - |

#### Pyramide des âges
La population de la commune est relativement jeune.
En 2018, le taux de personnes d'un âge inférieur à 30 ans s'élève à 33,5 %, soit en dessous de la moyenne départementale (37,3 %). À l'inverse, le taux de personnes d'âge supérieur à 60 ans est de 28,7 % la même année, alors qu'il est de 23,8 % au niveau départemental.
En 2018, la commune comptait 790 hommes pour 839 femmes, soit un taux de 51,5 % de femmes, légèrement supérieur au taux départemental (51,42 %).
Les pyramides des âges de la commune et du département s'établissent comme suit.
| Hommes | Classe d’âge | Femmes |
| ------ | ------------ | ------ |
| 0,0    | 90 ou +      | 0,6    |
| 5,4    | 75-89 ans    | 8,1    |
| 21,4   | 60-74 ans    | 21,7   |
| 20,3   | 45-59 ans    | 17,1   |
| 19,2   | 30-44 ans    | 19,3   |
| 13,4   | 15-29 ans    | 12,2   |
| 20,4   | 0-14 ans     | 21,1   |

| Hommes | Classe d’âge | Femmes |
| ------ | ------------ | ------ |
| 0,6    | 90 ou +      | 1,8    |
| 6      | 75-89 ans    | 8,6    |
| 15,1   | 60-74 ans    | 16,4   |
| 19,4   | 45-59 ans    | 18,8   |
| 20,1   | 30-44 ans    | 19,3   |
| 19,2   | 15-29 ans    | 17,4   |
| 19,5   | 0-14 ans     | 17,6   |

## Économie
La commune partage avec sa voisine Guenrouët un parc éolien construit à l'initiative des citoyens, inauguré le 7 mai 2016.

## Lieux et monuments
- Le site du Rocher-de-la-Vache. Il comprend, organisés par un petit circuit pédestre dans le bois :
  - une chapelle ;
  - une croix ;
  - une statue de Saint-Michel ;
  - un chaos ;
  - le Fuseau de Berthe qui, selon la légende, aurait été perdu par la Fée Morgane, sur son trajet vers Carnac. Le fuseau est classé monument historique (Notice no PA00108845), mais son inscription a été annulée.

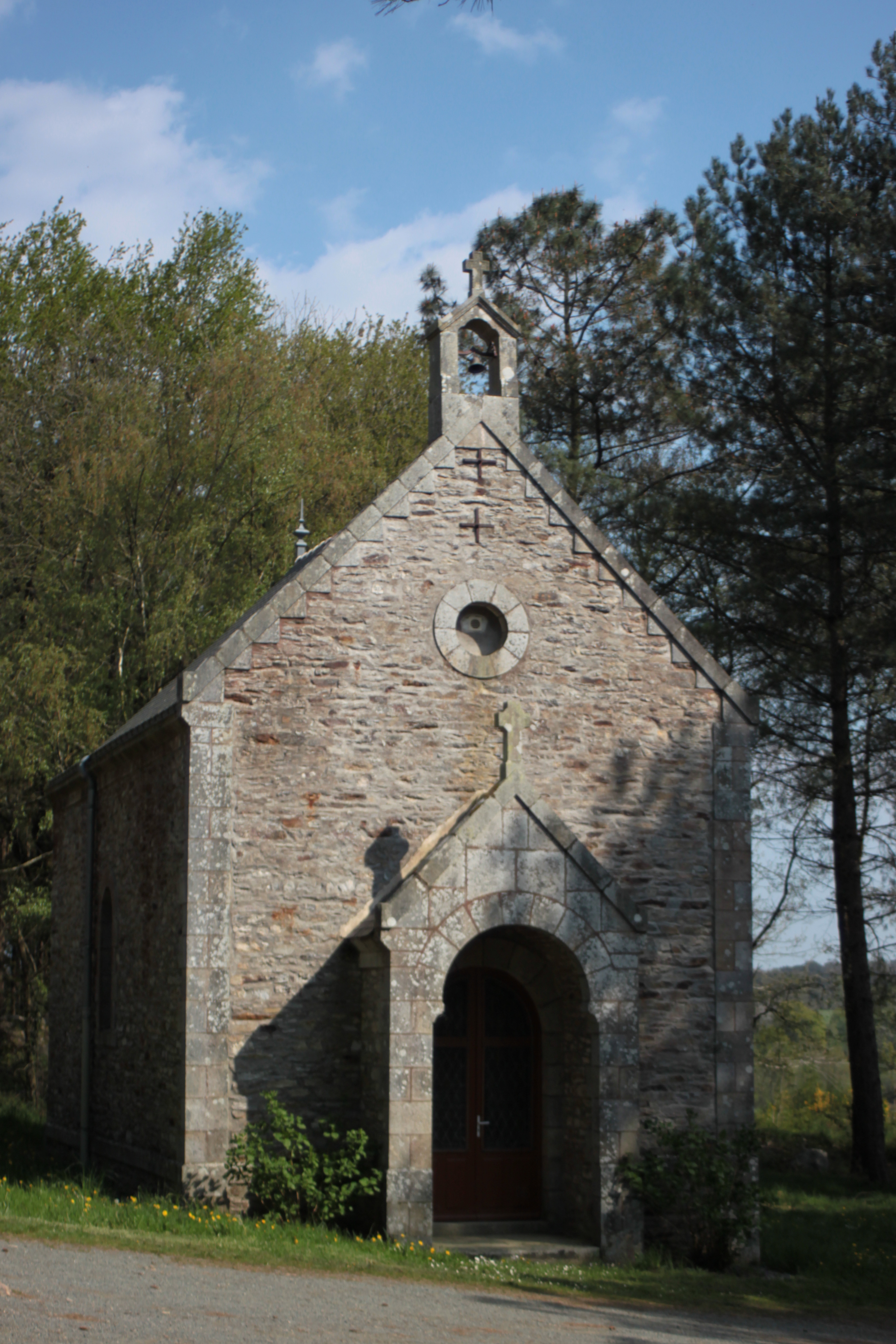
Chapelle.
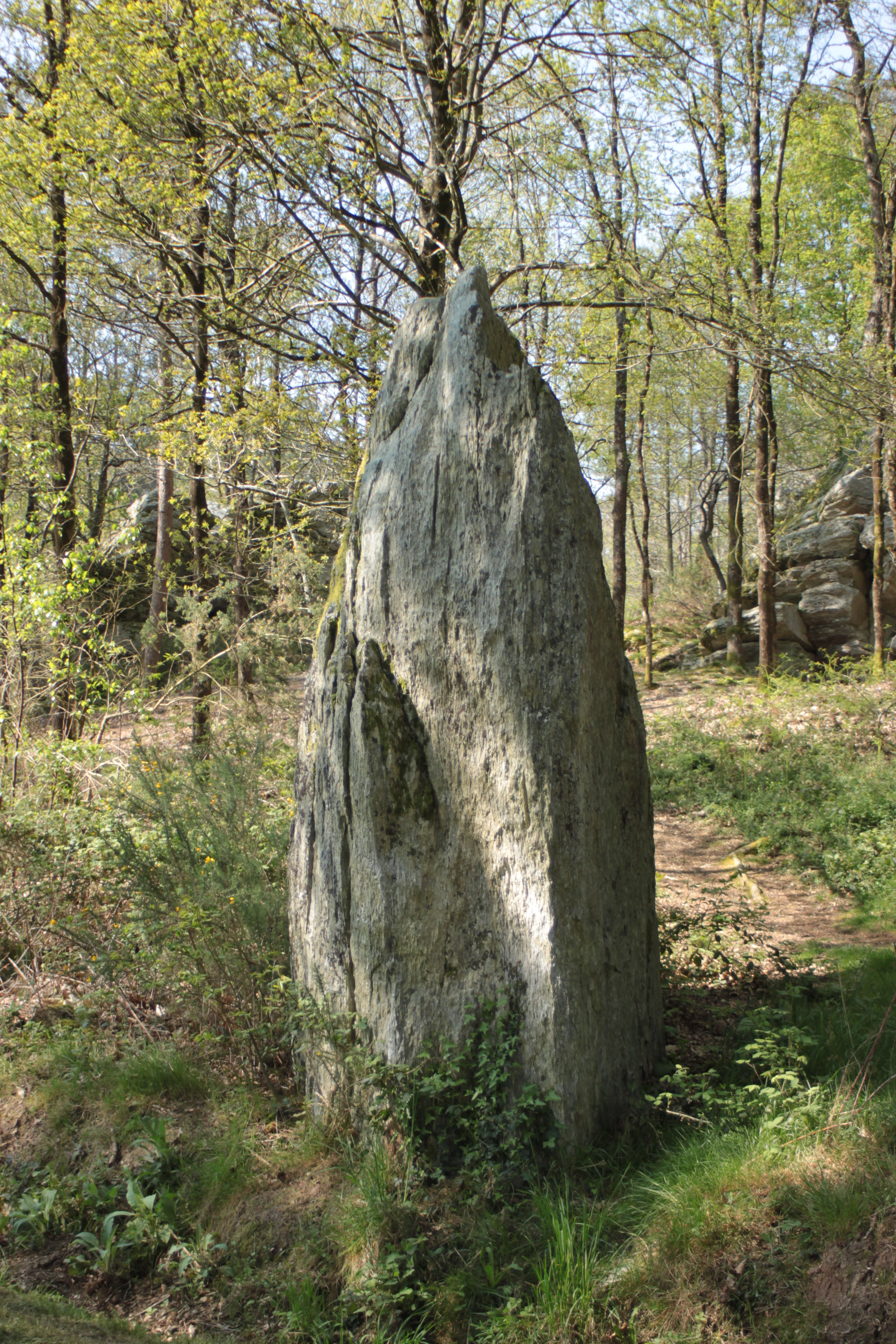
Fuseau de Berthe.
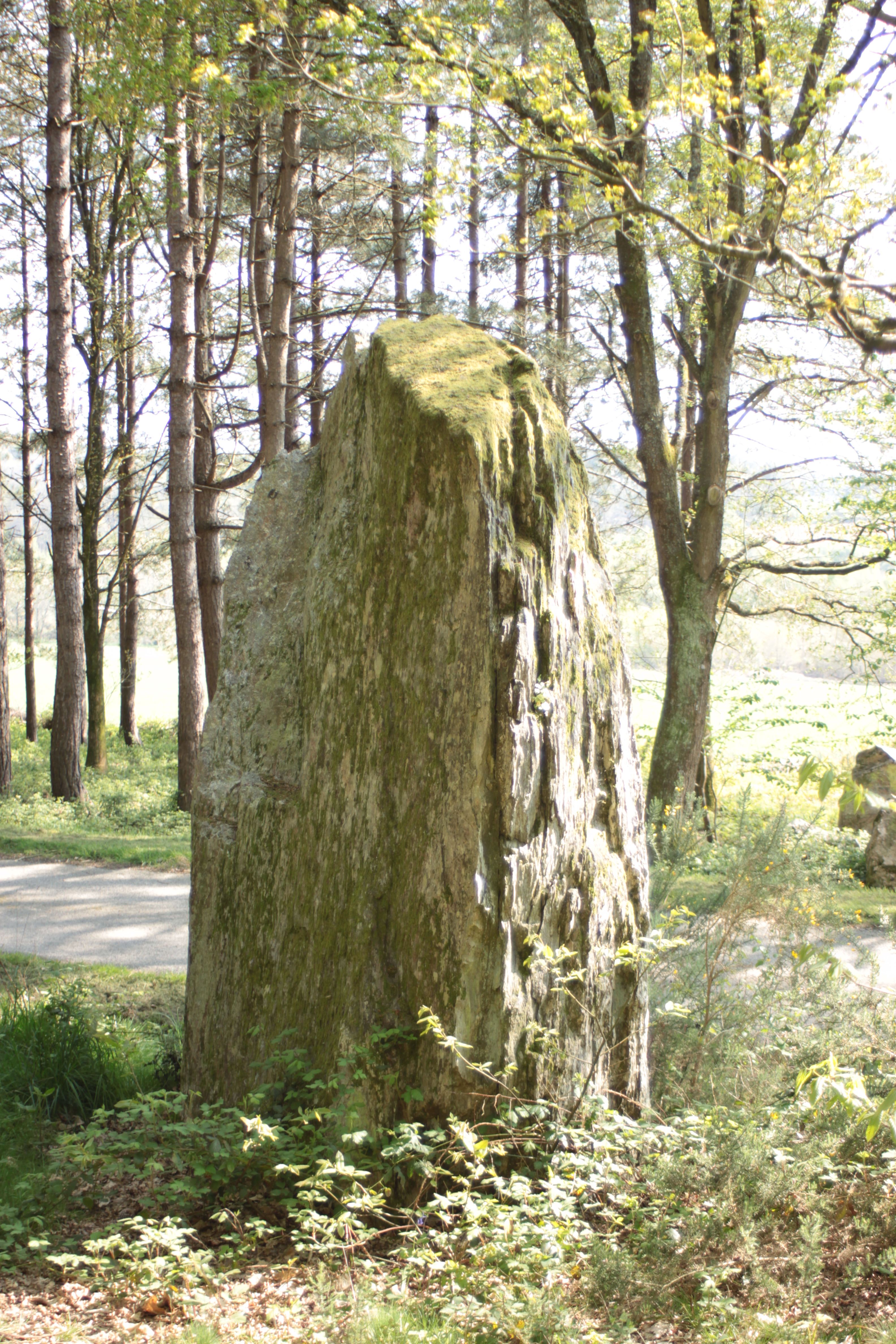
Fuseau de Berthe.

## Vie locale
- Marché le samedi matin.